# James Waterston
James Waterston (17 de enero de 1969) es un actor estadounidense cuyo primer papel fue el de Gerard Pitts en la película de 1989, Dead Poets Society.

## Vida personal
Waterston creció en Nueva York y es el hijo del actor Sam Waterston y de Barbara Rutledge. Su padre luego se volvió a casar, haciendo a Waterston el medio-hermano mayor de Elisabeth Waterston y Katherine Waterston, y del productor de cine, Graham Waterston.
Waterston estudió en Yale, donde fue miembro de The Society of Orpheus and Bacchus, un grupo a cappella compuesto solo por hombres. Cuando todavía estaba en la Universidad, pero habiendo ya aparecido en películas y televisión, formó la compañía de teatro Malaparte con numerosos amigos, incluyendo a Ethan Hawke y Robert Sean Leonard. Desde 1991 a 2000, Waterston y sus compañeros hicieron de todo, incluyendo dirigir y recoger tickets. Waterston también fundó un grupo de comedia llamado Circus Maximus.

## Carrera
Waterston se hizo conocido tras interpretar a Gerard Pitts en la película de 1989, Dead Poets Society. Aunque gran parte de su producción haya sido televisiva, apareció en la película de 2015, And It Was Good, trabajando con su padre Sam y su hermana Katherine.
Waterston ha trabajado mayormente en el teatro, y tuvo el papel peotagonístico en la producción Chinglish, de David Henry Hwang, en el Goodman Theatre de Chicago. Protagonizó otros papeles en Broadway.
Como otros actores que viven en Nueva York, Waterston ha aparecido en diferentes papeles en la franquicia Law & Order tras los años.  Hizo de un médico en un episodio de Law & Order en 1999. También apareció en Law & Order: Special Victims Unit, en el episodio de 2008, "Inconcevible". Volvió a Law & Order: Special Victims Unit, en el episodio de 2017, “Real Fake News”, cLukeomo el congresista Bolton, a quien se le acusa falsamente de ser cliente de la prostitución.
Waterston ha aparecido también en Diagnosis: Murder, The Good Wife, The Blacklist, entre otros. Hizo el papel de Reverendo David Grantland en Christy: Christy: Return to Cutter Gap (2000) y Christy, Choices of the Heart (2001) (parte 1: Christy: A Change of Seasons y parte 2: Christy: A New Beginning). 
Waterston es parte del panel de directores de Providence Magazine, una revista que circula por Rhode Island, Connecticut y Massachusetts y ha contribuido con fotografías para ella. Su madre, Barbara Waterston, es la editora de la revista.

## Filmografía
| Año  | Título             | Papel        | Notas |
| ---- | ------------------ | ------------ | ----- |
| 1989 | Dead Poets Society | Gerard Pitts |       |
| 1989 | Little Sweetheart  | Richard      |       |
| 2015 | And It Was Good    | Bridegroom   |       |